# Simpson (Karolina Północna)
Simpson – wieś w Stanach Zjednoczonych, w stanie Karolina Północna, w hrabstwie Pitt.